# 崇信县
崇信县是中华人民共和国甘肃省平凉市下属的一个县。东经106°50′-107°10′，北纬35°1′-35°25′之间。与之接壤的县市有：东边泾川县、灵台县，西边华亭县，北边平凉市，南边陕西省陇县。

## 行政区划
崇信县下辖4个镇、2个乡：
城市社区管理委员会、锦屏镇、新窑镇、柏树镇、黄寨镇、黄花乡和木林乡。